# Partido Alternativa Real (Botsuana)
El Partido Alternativa Real (en inglés: Real Alternative Party), abreviado como RAP y legalmente registrado como RAP/Los Alternativos (RAP/The Alternatives) es un pequeño partido político socialista botsuano establecido en enero de 2018 bajo el liderazgo de Gaontebale Mokgosi, quien lo ha presidido desde entonces. El RAP ha disputado las elecciones de 2019 y 2024, pero no ha logrado representación en al Asamblea Nacional y en ambas ocasiones fue el partido con el menor número de votos en contienda. El partido inspira parte de su plataforma en el partido Luchadores por la Libertad Económica (EFF) de la vecina Sudáfrica. Los miembros se autodenominan a sí mismos «mensajeros».
La formación se estableció en preparación para las elecciones de 2019, definiéndose como un «partido alternativo revolucionario» que buscaría «destruir la sociedad basada en élites» en imperante en el país. El RAP aboga por la reforma agraria, la renta básica universal, la igualdad de género y los derechos LGBT (siendo el primer partido político en la historia de Botsuana en apoyar abiertamente los derechos de las personas transgénero). El RAP también condena la situación ambiental del país y promueve el desarrollo sostenible, promoviendo establecer leyes que garantizaran la salud y seguridad de las personas en áreas de desarrollo industrial, como Selebi-Phikwe. El RAP propone también la criminalización de la brujería para prevenir los asesinatos rituales. En su plataforma de 2019, abogaba por introducir la pena de muerte contra los políticos condenados por corrupción y la publicación de sus nombres en un «muro de la vergüenza».
El partido pudo registrarse legalmente y contender con tres candidaturas al Parlamento en las elecciones de 2019, pero obtuvo solo 145 votos. No presentó candidatos en las elecciones locales paralelas. Tras su fracaso en obtener escaños y con todos los candidatos que presentó perdiendo su depósito, el partido presentó una solicitud para unirse a la coalición opositora Paraguas para el Cambio Democrático (UDC), pero fue rechazada. Después de esto, el partido llegó a considerar la disolución, pero continuó existiendo. Aunque reclamó contar con unos 3000 militantes en todo el país para el año 2023, la formación obtuvo solo 222 votos en las elecciones de 2024.

## Resultados electorales
|  | 0.02 % |

|  | 0.02 % |